# Bullet Proof (film)
Pour les articles homonymes, voir Bulletproof.
Pour plus de détails, voir Fiche technique et Distribution.
Bullet Proof est un film muet américain réalisé par Lynn Reynolds, sorti en 1920.

## Fiche technique
- Réalisation : Lynn Reynolds
- Scénario :  John Frederick, Lynn Reynolds
- Photographie : John W. Brown, Hugh McClung
- Société de production :  Universal Film Manufacturing Company
- Société de distribution :  Universal Film Manufacturing Company
- Pays de production :  États-Unis
- Langue : film muet avec les intertitres en anglais
- Métrage : 1 500 m (5 bobines)
- Format : Noir et blanc — 35 mm — 1,33:1 — Muet
- Genre : Western
- Durée : 50 minutes
- Date de sortie : 
  - États-Unis : 3 mai 1920

## Distribution
- Harry Carey : Pierre Winton
- William Ryno : Père Victor
- Fred Gamble : Père Jacques
- Kathleen O'Connor : Mary Brown
- J. Farrell MacDonald : Jim Boone
- Beatrice Burnham : Jackie Boone
- Robert McKenzie : Dick Wilbur
- Joe Harris : Bandit
- C.E. Anderson : Bandit
- Charles Le Moyne (en) : un bandit
- Robert McKim : McGuirk